# Puzzeltocht
Een puzzeltocht is een soort spel voor grotere groepen mensen. Het doel is in de meeste gevallen via een onbekende weg de route te vinden naar een vooruitbepaald eindpunt via diverse aanwijzingen en al dan niet onderbroken door diverse opdrachten.
Er zijn puzzeltochten in diverse vormen zoals:speurtocht, vossenjacht, rally en dropping. De puzzeltochten kunnen met verschillende vervoermiddelen worden afgelegd: te voet, per fiets, auto of boot of een combinatie daarvan.
Zoals van oorsprong worden puzzeltochten vaak georganiseerd in verenigings- en schoolverband. Het is een veel gespeeld spel tijdens een schoolkamp of bedrijfsuitje.